# Manuel Cantacuzeno
Manuel Cantacuzeno (em grego: Μανουήλ Καντακουζηνός; romaniz.: Manouēl Kantakouzēnos), (c. 1326–10 de Abril de 1380. déspota do Despotado da Moreia de 25 de Outubro de 1349 até à sua morte.

## História
Manuel Cantacuzeno era o segundo filho do imperador João VI Cantacuzeno e de Irene Asanina. O seu avô materno era Andrónico Asen, filho de João Asen III da Bulgária e de Irene Paleóloga. Irene era, por sua vez, filha de Miguel VIII Paleólogo e de Teodora Ducena Vatatzina.
Manuel desempenhara o cargo de governador de Beroia e de Constantinopla em meados da década de 1340. Em 1348 foi nomeado governador da Moreia pelo seu pai, e chegou à sua província em 1349. Manuel foi o primeiro de uma série de governadores da província com o título de déspota e que eram estreitamente relacionados com os imperadores de Constantinopla.
Manuel impôs a ordem na sua província esmagando a oposição dos notáveis locais (os arcontes). O seu êxito foi tal que, quando João VI Cantacuzeno foi obrigado a abdicar por João V Paleólogo, seu genro, Manuel conseguiu resistir à tentativa de o substituir por um homem de confiança do imperador e veio a ser reconhecido como governador da Moreia pelo novo regime. Com a sua posição assegurada, Manuel manteve relações amigáveis com os seus vizinhos Latinos e logrou obter um longo período de prosperidade para a região. A cooperação entre Gregos e Latinos incluía mesmo uma aliança para conter as incursões de Murade I na Moreia na década de 1360. Manuel também encorajou a emigração de Albaneses para o povoamento do Peloponeso desertificado e empobrecido.

## Casamento
Manuel casara-se com Isabel de Lusignan, filha de Guido de Lusignan, rei Constantino IV do Reino Arménio da Cilícia, mas não teve descendência masculina. À data da sua morte, em 1380, sucedeu-lhe o seu irmão mais velho e antigo coimperador Mateus Cantacuzeno.